# Ero furuncula
Ero furuncula là một loài nhện trong họ Mimetidae.
Loài này thuộc chi Ero. Ero furuncula được Eugène Simon miêu tả năm 1909.